# Реле-регулатор
Реле-регулаторът (вече популярен и с наименованието регулатор на напрежение) е устройство от а на ,  или други мобилни или стабилни машини, задвижвани с . Служи за регулиране и ограничаване стойността на генерираното постоянно напрежение от  или изправеното напрежение на променливотоков на трифазен ток. Такова регулиране е необходимо поради това, че генерирания прав ток е пряко зависим от работния режим на двигателя и се изменя пропорционално на оборотите на двигателя при експлоатацията на автомобила.
Това наименование се използва почти сто години за електромеханичната система за регулиране и ограничаване на стойността на генерираното постоянно напрежение. От около 1980-те години, поради внедряването на генераторите за променлив ток като основен източник на електрическа енергия, и замяната на електромеханичните реле-регулатори с такива изградени на база електронни елементи, настъпват съществени промени в конструкцията на тези устройства и се премахват някои от функциите им. Отпада нуждата от реле ограничител на тока и реле за обратен ток, необходими при генератора за постоянен ток (динамото). Така традиционното популярно наименование реле-регулатор загубва смисъла си и от началото на ХХІ век за това устройство по-често се използва понятието регулатор на напрежение.  Регулаторите на напрежение по същество са от вида преобразуватели на електрическа енергия за управление на електрически генератори. Посредством регулаторите, чрез преобразуване на постоянен ток в една импулсна поредица, се постига управление на възбуждането на генераторите и генерираното от тях напрежение не зависи от оборотите на двигателя. С регулирането се постигат малки отклонения от номиналната стойност приета за електрическата инсталация. Напрежението за електрооборудването използващо 12 волтов акумулатор, се настройва и поддържа от генератора в границите от 13,7 до 14 V.

## Необходимост и същност на процеса на регулиране
Реле-регулаторът на напрежение е електромеханично или електронно устройство вграждано в електрическата верига акумулатор – генератор. Вграждането му в електрооборудването се налага, за да се ограничи промяната в големи граници на генерираното напрежение и особено при високи и много високи обороти на двигателя, когато напрежението от генератора може да доведе до граничен работен режим или дефектиране на електрическите системи и консуматори на електрическа енергия в техническото средство. С включването и използването на регулатора на напрежение, независимо от оборотите на двигателя, напрежението в електрическата инсталация е постоянно или се променя в малки, допустими граници, с което се гарантира надеждна и безаварийна работа на отделните компоненти на системите от електрическата уредба. При използването на регулатор на напрежението, отклонението от номиналното напрежение не надвишава 3 %. 
До втората половина на ХХ век са използвани електромеханични регулатори на напрежение, като в системата се включват едно, две или три релета, всяко с определени функции за контрол и управление. Във всеки от вариантите към стоманената сърцевина (ядрото) на релето има различен брой бобини и различна схема на включване към електрическата верига на източниците на енергия – акумулатор и генератор. По същество регулатора на напрежение управлява тока на възбуждане на генераторите, като в зависимост от изходната генерирана стойност на напрежението, релето формира поредица от импулси от напрежение с различна ширина към възбудителната намотка на генератора. Има различни електрически схеми и конструктивно са създадени такива технически средства изградени с използването на различни компоненти – механични релета, блокове от дискретни електронни елементи и интегрални блокове. Независимо от това разнообразие от конструкции, принципът на регулиране е един и същ – чрез преобразуване от регулатора на постоянно напрежение в импулсна поредица от напрежения, която управлява възбудителния ток. В машините съвкупността от тези технически регулиращи средства се окомплектоват в общо шаси (корпус) и се обозначават с наименованието реле-регулатор. Може да се направи следната класификация на използваните регулатори на напрежение по конструктивен принцип:
- вибрационен регулатор на напрежение;
- контактно-транзисторен регулатор;
- електронни безконтактни регулатори на напрежение;
- интегрален хибриден регулатор на напрежение.

## Вибрационен регулатор на напрежение
Реле-регулаторът на напрежение от този тип е изграден с електромеханични релета. Управлението се осъществява от електромагнит чрез задвижване на котва със система от контакти за превключване на електрическата верига на възбуждането на генераторите. Електромагнитът е свързан паралелно на генераторните намотки, а системата от контакти се свързва последователно в електрическата верига на възбудителната намотка. С превключването на контактите може да се включи допълнителен резистор за ограничаване на тока на възбуждане или тези намотки да се свържат към маса, с което изобщо да се прекрати генерирането на напрежение. Контролът върху стойността на генерираното напрежение се осъществява посредством действието на електромагнита, привличащ котвата и противодействието от пружинка, с която последната е свързана. В това се заключава и реглажа на релето – котвата да вибрира като превключва контактите си само в определени граници на генерираното напрежение. На практика подобни реле-регулатори се поставят в електрическата уредба на автомобилите, произвеждани до около 1990-те години.

### Реле-регулатори на генератори за постоянен ток
При вибрационните регулатори на напрежение се използва създадената магнитна верига в стоманеното ядро на електромагнита на релето от протичането на генерирания ток и подвижна котва с контакти. В зависимост от конструкцията на релето, едното или и двете положения на подвижната котва са работни посредством волфрамови контакти, т.е. контактната им система има двойка включващи контакти за превключване на електрическата верига на възбудителната намотка. Към котвата механически е поставена опъваща пружина, чието съпротивление се преодолява от действието на електромагнита. Регулирането на превключващото действие на релето става с опъване или отпускане действието на пружината. Инерционният момент на котвата влияе върху чувствителността на регулатора и затова нейната конструкция е лека и с триъгълна или полукръгла форма, така че центърът на тежестта да е близо до оста на въртене. За да се генерира напрежение с много малки пулсации, честотата на вибрациите на котвата трябва да е по-висока от 30 Нz и това се определя от чувствителността на регулатора. Чувствителността може да се определи количествено с разликата между двете гранични стойности на генерираното напрежение – максималното допустимо за електрическата система (напр. около 14 V) и минималното допустимото напрежение (напр. около 13,7 V). 
За генераторите за постоянен ток се създадени различни схеми, но тези релета имат три основни функции – регулатор на напрежение, реле ограничител на тока и реле за обратен ток. Тези релета се поставят като общ регулиращ блок в една кутия. При увеличаване на генерираното напрежение, в реле-регулатора на напрежение се привлича и премества котвата с контактите и се превключва увеличеното напрежение от по-високите обороти на двигателя към електрическа верига с резистор, който намалява протичащия ток за възбуждане на генератора. Ограничаването на този ток намалява магнитното силово поле между полюсите на динамото и генерираното напрежение намалява стойността си, независимо от по-високите обороти. Превключването на контактите от котвата на релето нормално е с вибрации от 50 до 200 пъти в секунда,  в зависимост от оборотите на двигателя. При максимални обороти на двигателя в системата се включва релето ограничител на тока. Силното магнитно поле на това реле привлича котвата с контактите си за по-дълго време, възбудителната намотка се свързва накъсо към маса и практически няма възбудителен ток, възбудителното поле изчезва за кратко, което намалява изходното напрежение. При намаляване на напрежението и по-слабото магнитно поле, пружината на котвата отваря контактите и процесът на възбуждане на генератора отново увеличава изходното напрежение.  За изпълнение на трите функции има разработени едноелементни, двуелементни и триелементни регулатори (т.е. релета с три магнитни системи). Разликата между едноелементните и триелементните регулатори е само във включването на бобинки с допълнителни намотки към същото стоманено ядро за контрол на максималния ток към регулатора на напрежение. 
С намаляване оборотите на двигателя се намалява напрежението на генератора, което може да се понижи под напрежението на акумулатора. Тогава, за да не протече т. нар. „обратен ток“ от акумулатора към релето, в релето за обратен ток магнитните полета са противопосочни, изчезват напълно и котвата превключва позицията си, като разделя генератора и батерията и на арматурното табло светва червена сигнална лампа. С това се сигнализира, че акумулаторната батерия не се зарежда. 

### Реле-регулатори на генератори за променлив ток
При тези генератори няма нужда от реле ограничител на тока и реле за обратен ток. 
За променливотоковиге генератори има разработени модификации с различна конструкция, но използващи принципа на регулатор от реле с бобина, стоманено ядро и котва с контакти. За да се контролира генерираното напрежение, бобинката на релето се включва паралелно към генераторната статорна намотка. Във внасяните в България автомобили до 1990-те години (ЗАЗ 966, ЗАЗ 968А) се монтират едностепенни контактни вибрационни регулатори с две намотки върху металното ядро – основна напреженова и изравняваща. В модификациите на ВАЗ 2101, 2102, 2103, 2106, конструкцията на реле-регулатора РР 380 е двустепенна. За тази конструкция контактите от първичната степен се отварят при генерирано напрежение 13,2 – 14 V и във възбудителната намотка последователно се включва резистор. При висока честота на въртене на генератора, когато напрежението превиши 14 V, втората степен (второто реле) с контактната си система включва и двата края на възбудителната намотка към маса. С това независимо от честотата на въртене напрежението се поддържа в строго определени граници. 

### Контактно-транзисторен регулатор
Използва се за регулиране на напрежението, генерирано от алтернатори. Това е електромеханичен прибор, който използва механични и електронни елементи. Регулаторите от този тип включват реле с електромагнит и механично превключвани контакти, а полупроводниковия елемент – транзистор, включен последователно във възбудителната намотка на генератора, се използва за непосредствено управление на тока на възбуждане. Релето с неговата чувствителност като уред и възможности за отработване на промените в електрическата верига, е основния регулатор и чрез контактите му се управлява базовия ток на мощен транзистор. Транзисторът работи в ключов режим, като пропуска или не пропуска ток към възбудителната намотка. С това от постоянното напрежение с променлива стойност, посредством електромагнита създаван от бобинката и вибриращата котва на релето, се създава импулсна поредица напрежение с различен коефициент на запълване. Това променящо се напрежение непрекъснато променя магнитното поле във възбудителната намотка на генератора, което води до генериране на напрежение с много малко отклонение от зададените граници. Техническото решение с поставяне на транзистор за формиране на възбуждащия ток на алтернатора, практически не износва волфрамовите контактни повърхности, поради много ниският базов ток на транзистора. Пример за такъв тип реле-регулатор е РР 362, използван в Москвич 412 и произвеждан до началото на ХХІ век. Релето е двуелементно – състои се от реле регулатор на напрежението и реле за защита. Контактните им системи имат само по един включващ контакт. 

## Електронни безконтактни регулатори на напрежение
Предназначени са за работа с генератори за променлив ток и се вграждат в електрическата уредба на автомобилите от 1980 -те години. Посредством включен паралелно в генерираното напрежение резисторен делител, се управлява диод стабилитрон. При увеличаване на напрежението от генератора, промяната на пада на напрежение върху резисторите от делителя отпушва стабилитрона, с което се управлява базисната верига на последващото регулаторно стъпало и крайния транзистор спира протичането на ток към възбудителната намотка. При реле тип РР 350 (използван в автомобилите Москвич 412 и Волга ГАЗ-24) процесът на регулиране на генерирано напрежение започва при 13,5 V. До това напрежение стабилитрона е запушен, не пропуска ток към управляващата верига и през отпушените крайни транзистори протича възбудителен ток към генератора. При увеличаване на напрежението над 13,5 V, стабилитронът се отпушва и действието на управляващата верига е да запуши крайния транзистор за възбудителния ток. Паралелно на транзистора във веригата емитер-колектор е включен резистор. При отпушен транзистор той практически е шунтиран. При запушване на транзистора, електрическата верига на възбудителната намотка са затваря през резистора. Последователно включеният резистор със съпротивлението си се явява товар във възбудителната намотка, намалява нейния ток и напрежение в генератора и генерираното напрежение намалява по стойност. В зависимост от оборотите на двигателя и генерираното напрежение, този цикъл на промяна на напрежението се повтаря с една импулсна честота около 300 периода в секунда. Електронният безконтактен регулатор на напрежение ограничава изменението на генерираното напрежение в електрическата верига да е от 0,1 до 0,2 V.  По този показател с прецизността на регулиране и по надеждност при експлоатация, електронните безконтактни регулатори превъзхождат регулаторите изпълнени с релета.

## Интегрален хибриден регулатор на напрежение
Развитието на микроелектрониката и технологичните постиженията при създаване на силова пролупроводникова техника, са основата за разработка на хибридни интегрални регулатори на напрежение, масово използвани в електрическите уредби на съвременните автомобили. Малките габарити и високата температурната устойчивост на полупроводниковите елементи, от които са изградени интегралните блокчета, позволяват да се вграждат в общ блок с четкодържателите на алтернаторите. Такъв например е регулаторът Я 112 Б (използван в Москвич 2140, 2140 Д), който с тегло от 50 g се вгражда в четкодържателя на генератора  и регулира генерирано напрежение от 14 V и максимален ток 45 А.  Различната компановка на произвежданите интегрални регулатори имат близки, но отличаващи се параметри на регулирано напрежение. Тези възли не се настройват от потребителя, изработват се за конкретен генератор и се произвеждат да регулират напрежението в електрическата уредба за различните модели генератори в границите от 13,9 до 14,3 V. Практически тези регулатори са неразглобяеми. При повреда регулаторът трябва да се замени с нов. 